# 押韵坑
押韵坑（Rhysling）是月球哈德利-亚平宁区的一座撞击陨石坑。1971年，在阿波罗15号任务第一次舱外活动时，宇航员大卫·斯科特和詹姆斯·艾尔文曾在它的西侧边缘作过停留。3号科考点就位于它西边125米处，他们在那里采集了一小块囊泡玄武岩（15016号样本 （页面存档备份，存于）），当时宇航员们驾驶月球车行驶在月表时，大卫·斯科特注意到了该岩石，他停下了车，只是告诉任务控制中心说要系一下安全带，因而，该岩石有时也被称作“安全带玄武岩”。
押韵坑位于哈德利月溪以东不到1公里处，与东南的地光坑也相距不到1公里，距离北面最后坑附近的飞船着陆点约2公里。
该陨坑由宇航员所命名，1973年被国际天文联合会正式接受。